# Ilo Ilo
Pour plus de détails, voir Fiche technique et Distribution.
Ilo Ilo (chinois : 爸妈不在家, Bà Mā bù zài jiā, littéralement « Papa et Maman ne sont pas à la maison ») est un film singapourien coproduit, écrit et réalisé par Anthony Chen, sorti en 2013.
Il est sélectionné pour représenter Singapour aux Oscars du cinéma 2014 dans la catégorie meilleur film en langue étrangère.

## Synopsis
En 1997 à Singapour, durant la crise économique asiatique, une tranche de vie de la famille Lim : la mère, enceinte et continuant à travailler, le père, en très grande difficulté professionnelle, Jiale, le fils au comportement perturbé et Teresa, la domestique philippine embauchée en premier lieu pour veiller sur Jiale. On suit principalement l'évolution du comportement de Jiale vis-à-vis de Teresa : à l'arrivée de celle-ci, c'est le rejet absolu de cette personne qui l'accompagne partout puis progressivement une sorte d'attachement nait entre eux. 
Les conditions de vie des employées de maison immigrées, qui doivent confier à d'autres leurs propres enfants et travailler illégalement pendant leur jour de repos pour payer leur garde, sont également décrites dans ce film.

## Fiche technique
- Titre : Ilo Ilo
- Titre original : 爸妈不在家, Bà Mā bù zài jiā
- Réalisation : Anthony Chen
- Scénario : Anthony Chen
- Direction artistique : Michael Wee
- Décors :
- Costumes :
- Montage : Hoping Chen et Joanne Cheong
- Musique :
- Photographie : Benoit Soler
- Son : Zhe Wu
- Production : Hwee Sim Ang, Anthony Chen et Wahyuni A. Hadi
- Distributeur : Epicentre Films
- Sociétés de production : Fisheye Pictures
- Sociétés de distribution :
- Pays d'origine :  Singapour
- Budget  : 375 000 - 450 000 euros [2]
- Langue : Mandarin, tagalog, anglais
- Durée : 99 minutes
- Format :
- Genre : Drame
- Dates de sortie
  -  France : 19 mai 2013 (festival de Cannes 2013), 4 septembre 2013 (sortie nationale)
  -  Singapour : 29 août 2013

## Distribution
- Angeli Bayani : Teresa, « Terry », la nounou philippine
- Koh Jia Ler : Jiale, le fils
- Chen Tian Wen : Teck, le père
- Yeo Yann Yann : Hwee Leng, la mère

## Distinctions

### Récompenses
- Festival de Cannes 2013 : Caméra d'or (sélection « Quinzaine des réalisateurs »)
- Festival Pacific Meridian 2013 : Grand Prix
- Festival du film de Londres 2013 : Sutherland Trophy (sélection « First Feature Competition »)
- Golden Horse Film Festival and Awards 2013, 4 prix : Meilleur film, meilleur nouveau réalisateur, meilleur scénario original, meilleur second rôle pour Yeo Yann Yann[3].

### Sélections
- Festival international du film de Toronto 2013
- Festival international du film de Palm Springs 2014

## Autour du film
- Le film est inspiré de l'enfance du réalisateur, élevé par une nourrice philippine originaire de la province d'Iloilo[4].
- Produit pour l'équivalent de 400 000 euros, il est le premier film singapourien à remporter un grand prix international [5].